# Halecium incertus
Halecium incertus is een hydroïdpoliep uit de familie Haleciidae. De poliep komt uit het geslacht Halecium. Halecium incertus werd in 1962 voor het eerst wetenschappelijk beschreven door Naumov & Stepanjants. 